# Khankhuuluu
Khankhuuluu är ett släkte av utdöda dinosaurier som tillhör överfamiljen tyrannosauroider. I juni 2025 blev den tillhörande arten Khankhuuluu mongoliensis beskriven som levde för ungefär 86 miljoner år sedan i regionen av dagens Mongoliet. Arten betraktas som en felande länk mellan tidiga medlemmar av överfamiljen, som var små, snabba samt rovlevande, och stora samt robusta tyrannosaurider.
Släktets vetenskapliga namn valdes som jämförelse med arten Tyrannosaurus rex. Släktnamnet är sammansatt av de mongoliska orden khankhuu (prins) och luu (drake). Artepitet syftar på fyndplatsen i Mongoliet. Fossilen som användes hittades redan under 1970-talet. Undersökningarna gjordes av ett internationellt forskarlag under ledning av University of Calgary.

## Utseende
Khankhuuluu mongoliensis var med en vikt av 500 till 750 kg betydligt mindre än Tyrannosaurus rex eller andra senare medlemmar av överfamiljen. Kroppslängden utan svans uppskattas med 4 meter. Kroppen var liksom kraniet smal.

## Släktskap med andra tyrannosauroider
Enligt studien skilde sig Khankhuuluu mongoliensis från förfädernas utvecklingslinje innan taxonet Eutyrannosauria bildades.